# Napothera
Napothera là một chi chim trong họ Pellorneidae.

## Các loài
- Napothera rufipectus
- Napothera atrigularis
- Napothera macrodactyla
- Napothera marmorata
- Napothera crispifrons
- Napothera brevicaudata
- Napothera crassa
- Napothera epilepidota